# Моника Белучи
Мо̀ника Анна Мария Белу̀чи  (на италиански: Monica Anna Maria Bellucci) е италианска актриса и модел, родена през 1964 г. За първи път се появява на екран през 1990 г. в телевизионния филм Vita coi figli на Дино Ризи. 

## Биография
Първоначално Моника Белучи започва да учи право в университета в Перуджа, но през 1988 г. се мести в Милано и подписва договор с модната агенция Elite Model Management. Скоро след това става една от най-известните модели в Италия, Париж и Ню Йорк и прекъсва следването си. През 1989 г. тя се записва на курсове по актьорско майсторство и година по-късно се снима в първия си филм. Говори свободно италиански, английски и френски и участва в продукции и на трите езика. Омъжена за известния френски актьор Венсан Касел, от когото има две дъщери – Дева и Леони.
В кариерата си има над 30 филма, между които Малена, Дракула, Астерикс и Обеликс: Мисия Клеопатра, Братя Грим, Тайни агенти, Стреляй смело, Под подозрение, Страстите Христови, Баария и др.

## Избрана филмография
- „Дракула“ (1992)
- „Апартаментът“ (1996)
- „ Доберман“ (1997)
- „Малена“ (2000)
- „Братството на вълците“ (2001)
- „Астерикс и Обеликс: Мисия Клеопатра“ (2002)
- „Необратимо“ (2002)
- „Плачът на слънцето“ (2003)
- „Матрицата: Презареждане“ (2003)
- „Матрицата: Революции“ (2003)
- „Страстите Христови“ (2004)
- „Братя Грим“ (2005)
- „Чудесата“ (2014)
- „Спектър“ (2015)